# Kanton Issoudun-Sud
Kanton Issoudun-Sud (francouzsky Canton d'Issoudun-Sud) je francouzský kanton v departementu Indre v regionu Centre-Val de Loire. Tvoří ho 14 obcí.

## Obce kantonu
- Ambrault
- Bommiers
- Brives
- Chouday
- Condé
- Issoudun (jižní část)
- Meunet-Planches
- Neuvy-Pailloux
- Pruniers
- Saint-Aubin
- Sainte-Fauste
- Ségry
- Thizay
- Vouillon